# Georges Piot
Georges Piot, född 14 september 1896 i Paris, död 5 april 1980 i Créteil, var en fransk roddare.
Piot blev olympisk silvermedaljör i tvåa med styrman vid sommarspelen 1924 i Paris.